# ローラースケート

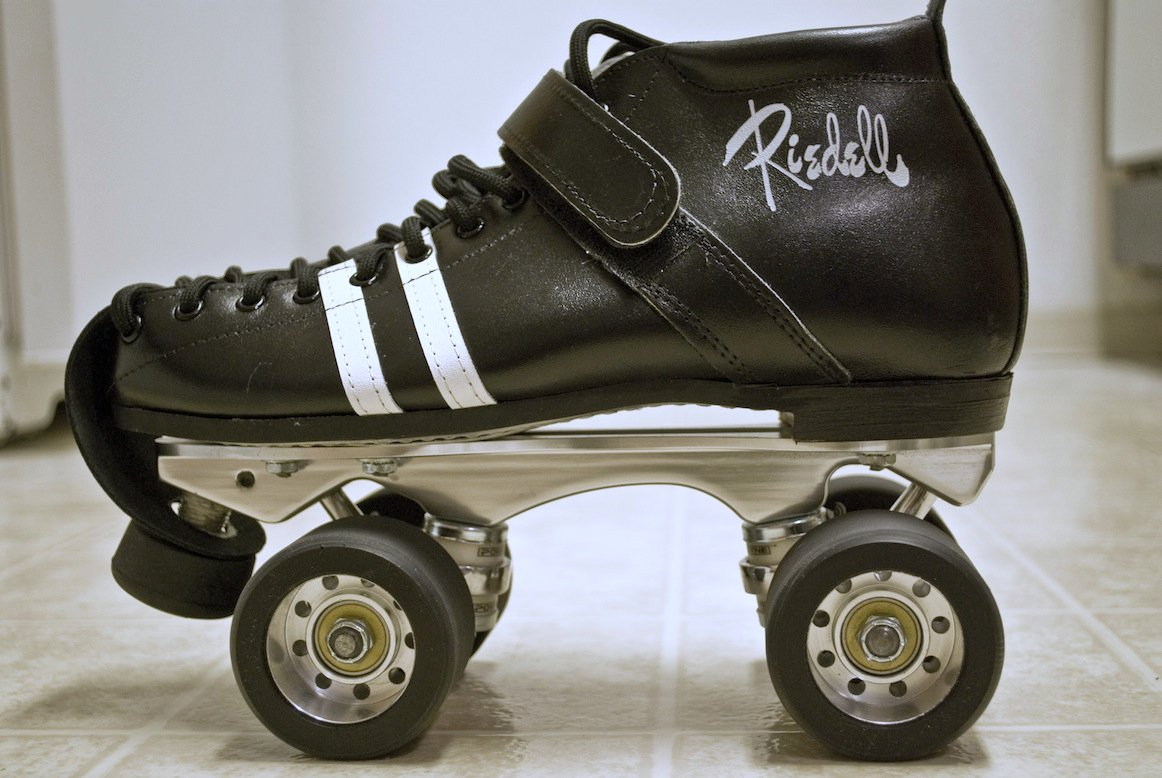
ダービー用クワッドスケート

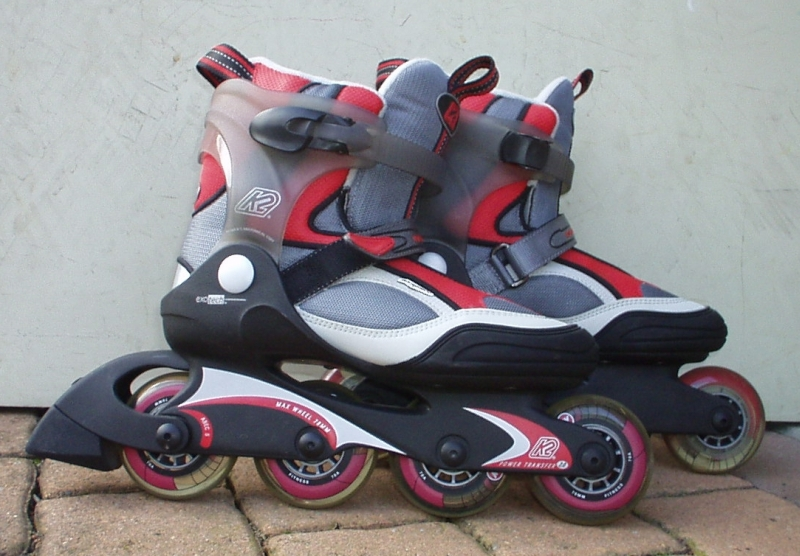
フィットネス用インラインスケート

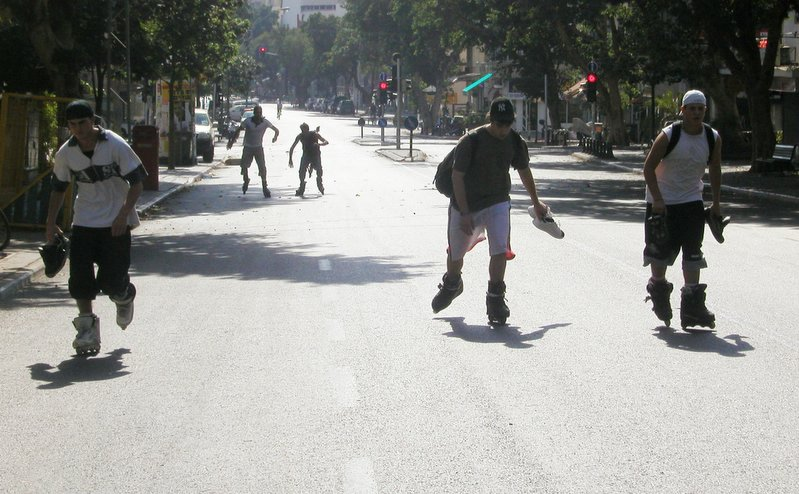
ローラースケーティング（インラインスケーティング）

ローラースケート（英語: roller skates）とは、車輪を靴底に取り付けて地面を滑走する運動用具。ローラースケートで滑走することはローラースケーティング（英語: roller skating）と呼ばれる。靴と一体型のもの以外にも、通常の靴にベルトで装着するものがある。
一般には自動車のように車輪を四隅に配置するクワッドスケート (Quad skates) を指す場合が多いが、広義では車輪を縦一列に並べたインラインスケート (Inline skates) もローラースケートに含まれる。インラインスケートは商標であるローラーブレード (Rollerblade) とも呼ばれることがある（後述）。
公園や専用の施設で滑走する他、警察官や店員の移動手段としても使われ、国によっては車道をスケーターに開放するイベントも開催されている。

## 歴史

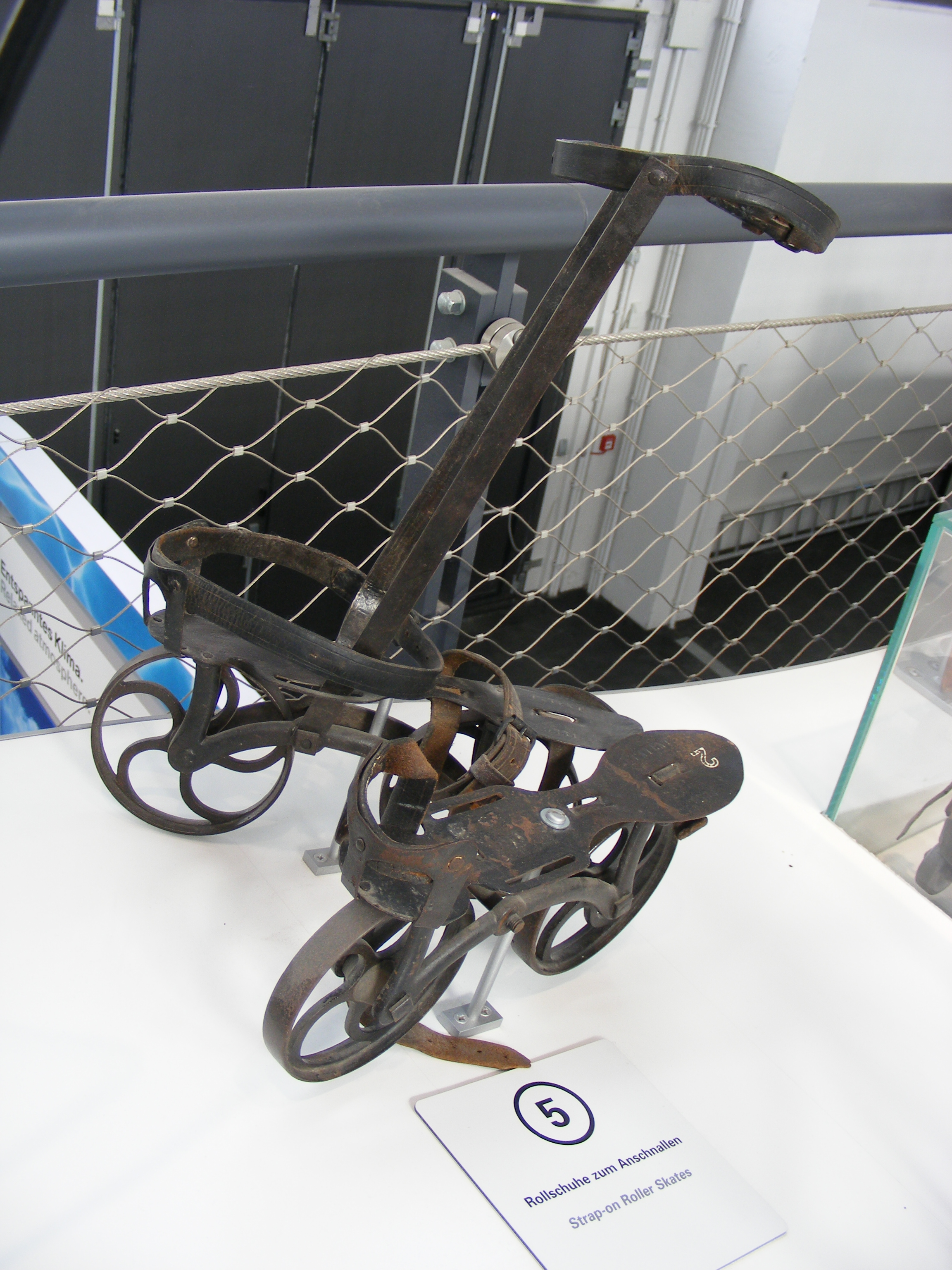
最初期のローラースケート

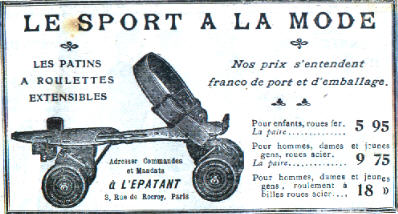
1908年フランス語の広告

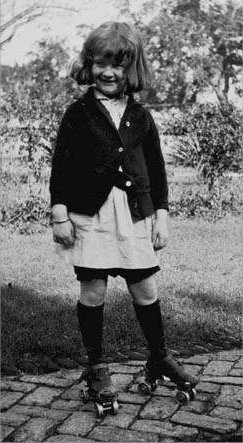
1921年セントルイスにて

ローラースケートの起源については諸説あり、18世紀初頭のオランダで夏用のスケートとして作られていた、1743年のロンドンで演劇に使われていたともいわれる。
記録として残る発明者は在イギリスベルギー人のジョン・ジョセフ・マーリンで、1760年にパーティで自身が使用したとされるが、これらが広まることはなかった。
1863年のアメリカ合衆国にて最初のクワッドスケートが発売される。安全で簡単に楽しめる遊具として広まり、ニューヨークシティやロードアイランドのニューポートに専用のリンクが開設された。
1979年のアメリカにてローラーブレード社のインラインスケートが発売される。

## 日本におけるローラースケート
日本では道路交通法によって「交通のひんぱんな道路」でのローラースケートが禁止されている。「ひんぱん」の基準に関しては明確な基準はないが、凡そ他の歩行者や車両等との交通の危険が生じうる程度の交通量がある場所と解される。一般の公園でも設備が傷む、周囲に危険を及ぼす等の理由から禁止されていることがあるが、ローラースケートリンクやスケートパークといった施設で滑ることが出来る。

### 日本での歴史
1877年（明治10年）頃に日本にローラースケートが紹介され、1895年頃から普及し始め、1895年、東京神田小川町の体育養成館でおこなわれた。1903年に日本体育会がスポーツとして導入した。1910年に浅草ルナパークのローラースケート場が成功した。1913年（大正2年）に子供達の間でローラースケートが大流行し、これをきっかけに広く一般にも広まり第二次世界大戦まで全国で次々とローラースケート場ができた。
1948年（昭和23年）、岡山県の紡績工場にて、女工がローラースケートを履いて作業を効率化する試みが行われる。
1952年（昭和27年）に関東、関西、中部、四国、九州各地区にローラースケート同好会が発足している。
1953年（昭和28年）11月に第1回全日本スピード・フィギュア選手権大会が、1960年（昭和35年）に第1回全日本ローラーホッケー選手権大会が、それぞれ岐阜県大垣市で開催されている。
1968年（昭和43年）からテレビで「ローラーゲーム」が放映されると、子供達の間で一躍ブームとなり、靴の上から装着する安価なローラースケートが広まった。
1975年（昭和50年）12月24日にスケーターを対象としたディスコ「那覇ローラースケートランド」が沖縄に開店。米軍基地に隣接していたこともあって外国人の利用も多く、音楽と照明に合わせて滑る楽しさから、「ローラーディスコ」として知られるようになったが、国内で広まることはなかった。
1978年8月14日には新宿歌舞伎町のディスコ「MUGEN」でローラーディスココンテストが開催されているが、新聞記事では「国内初上陸」という扱いになっている。『月刊明星』1979年8月号に、堀川まゆみが1979年の5月下旬にニューヨークに新曲のジャケット撮影に行ったら、街中に溢れる「ローラーディスコ」にびっくり、と書かれた記事が載る。沖縄出身の堀川が1979年5月に「ローラーディスコ」がアメリカで流行していることにビックリしたということは、沖縄も含めて日本では1979年時点ではまだ流行っていなかったものと見られる。1979年に新宿「ツバキハウス」で日本で初めてのプロ・ローラーディスコチーム「ピンクローラーズ」が結成された。
1970年代後期アイススケートの夏場の練習用としてインラインスケートが現れた。通年営業の屋内アイススケートリンクが登場したこともあってすぐには広まらなかったが、1989年頃からスピードが要求されるホッケーやスピード競技にインラインスケートが取り入れられ、利用者が広がった。
1987年（昭和62年）ローラースケートを履いて軽やかに歌って踊る「光GENJI」が登場し、瞬く間に日本中の女子や子供に人気になり、ローラースケートブームを巻き起こす。
2000年代にはローラーシューズの一種「ヒーリーズ」が登場し、子供達の間で流行した。

## インラインスケート

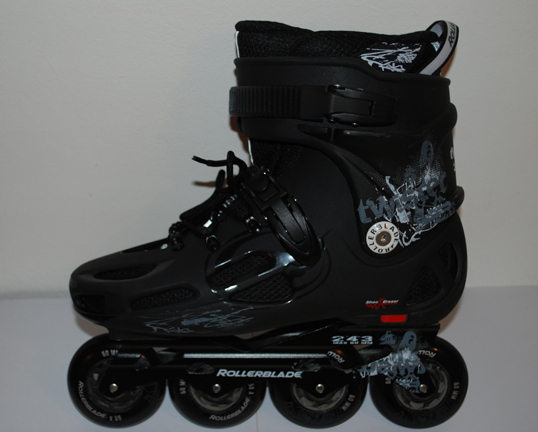
ローラーブレード製インラインスケート

アイススケートのブレード（刃）状に、細いウィールを縦一列に配置したローラースケート。通常は片側4輪だが、用途によって2輪、3輪や5輪も存在する。ローラーブレードと呼ばれることもあるが、「ローラーブレード」(Rollerblade) はインラインスケートの草分けとなったローラーブレード社の商標であり、本来はローラーブレード社製のインラインスケートのみを指す。
クワッドスケートではスケートの先端にトゥストップ（ゴムのブレーキ）が付いているが、インラインスケートでは先端にもウィールが付くため、ブレーキを付ける場合は後端になる（通常片側のみ）。またこの構造から、ちょっとした路面の突起程度にはつまづきにくくなっている。スケーター自身がウィルを垂直に保持する必要があることから、スキーと同様に足首をベルトで厳重に固定するブーツが多い。
インラインスケートはクワッドスケートより直進性に優れてスピードも出しやすいため、インラインの登場でロードレース、マラソン競技などが盛んになった。他にもスキーの練習、警官の交通整理など、多くの場面で使われるようになっている。

### 種類
フィットネス

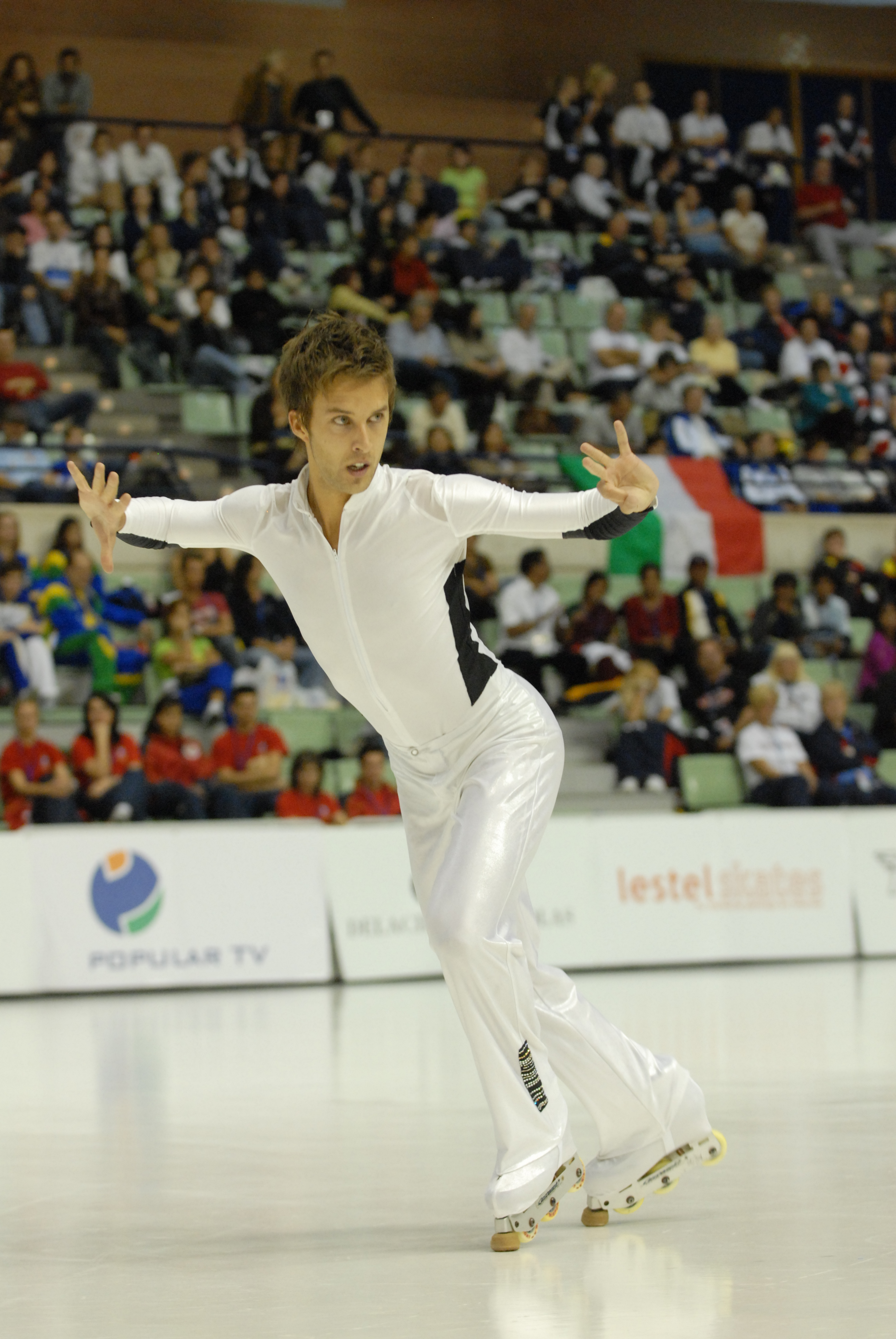
アーティスティックインラインスケーティング

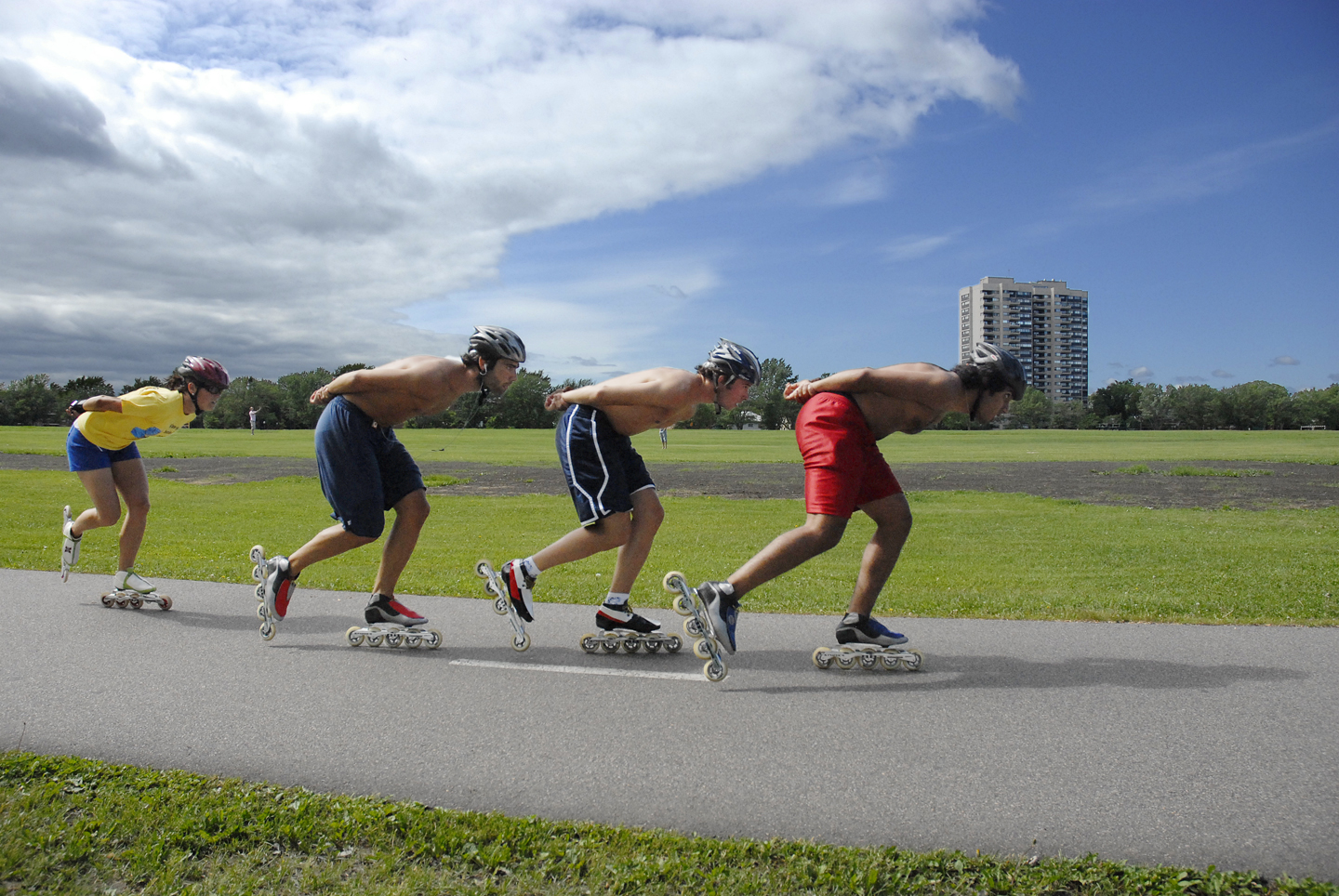
5輪のスピードスケート。

気軽にスケートを楽しむためのもの。後方にブレーキを備えている。
アグレッシブ
頑丈に作られている分、重量がある。
フリースタイル
ホッケー
アーティスティック
アイスでのフィギュアスケート同様、トゥストップを持つ。
スピード
ローカットの軽量なブーツを使用。5輪のものもある。
2018年ブエノスアイレスユースオリンピックでの正式種目ローラースピードスケートで用いられるスケートである。
アルペン
舗装された斜面を滑走する。

## ウィール（車輪）

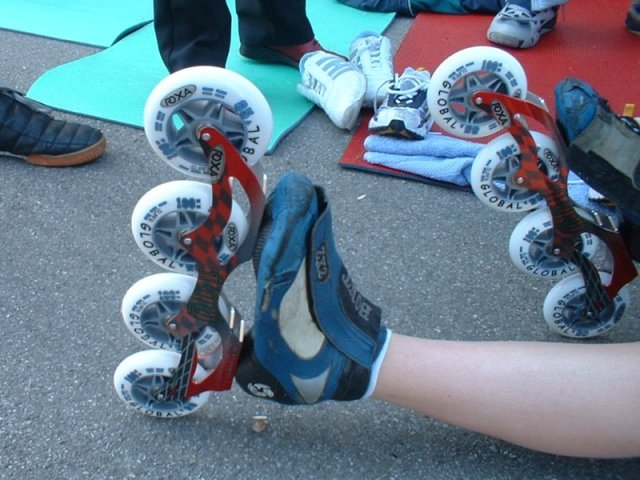
100mmウィールを着けたスピードスケート

ローラースケートの車輪は主にウィル、ウィール (wheel) と呼ばれる。ポリウレタンで成型されており、大きめのものではナイロンのハブを備える。用途によって径や形状が、また路面によって適当な硬さが異なる。ウィルの硬度は一般的に米国材料試験協会規定の単位「A」で表されており、アグレッシブでは57mm・90A程度、レースでは100mm・85A程度、フィットネスでは80mm・80A程度のものが使われている。
軸受には608番ミニチュアボールベアリングが一輪につき二個使われている。外径の小さな688番も「マイクロベアリング」の通称で使われるようになっている。

## アグレッシブインラインスケート

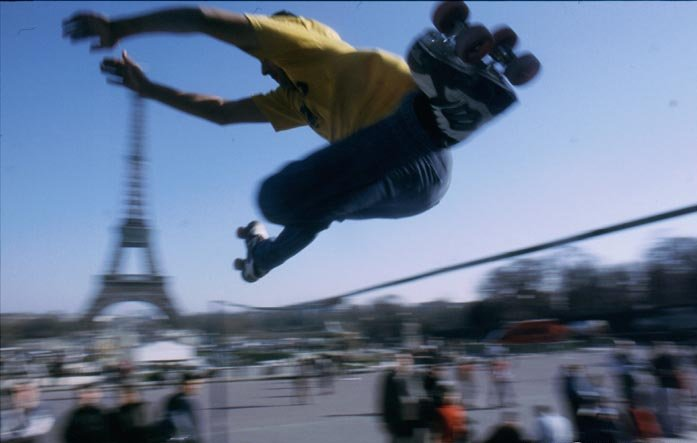
クワッドスケートでのエアー

クワッドスケートでも行われていた「スタント」のインラインスケート版。ハーフパイプやスケートパークで「エアー」や「グラインド」を行なう。

## トリックスラローム

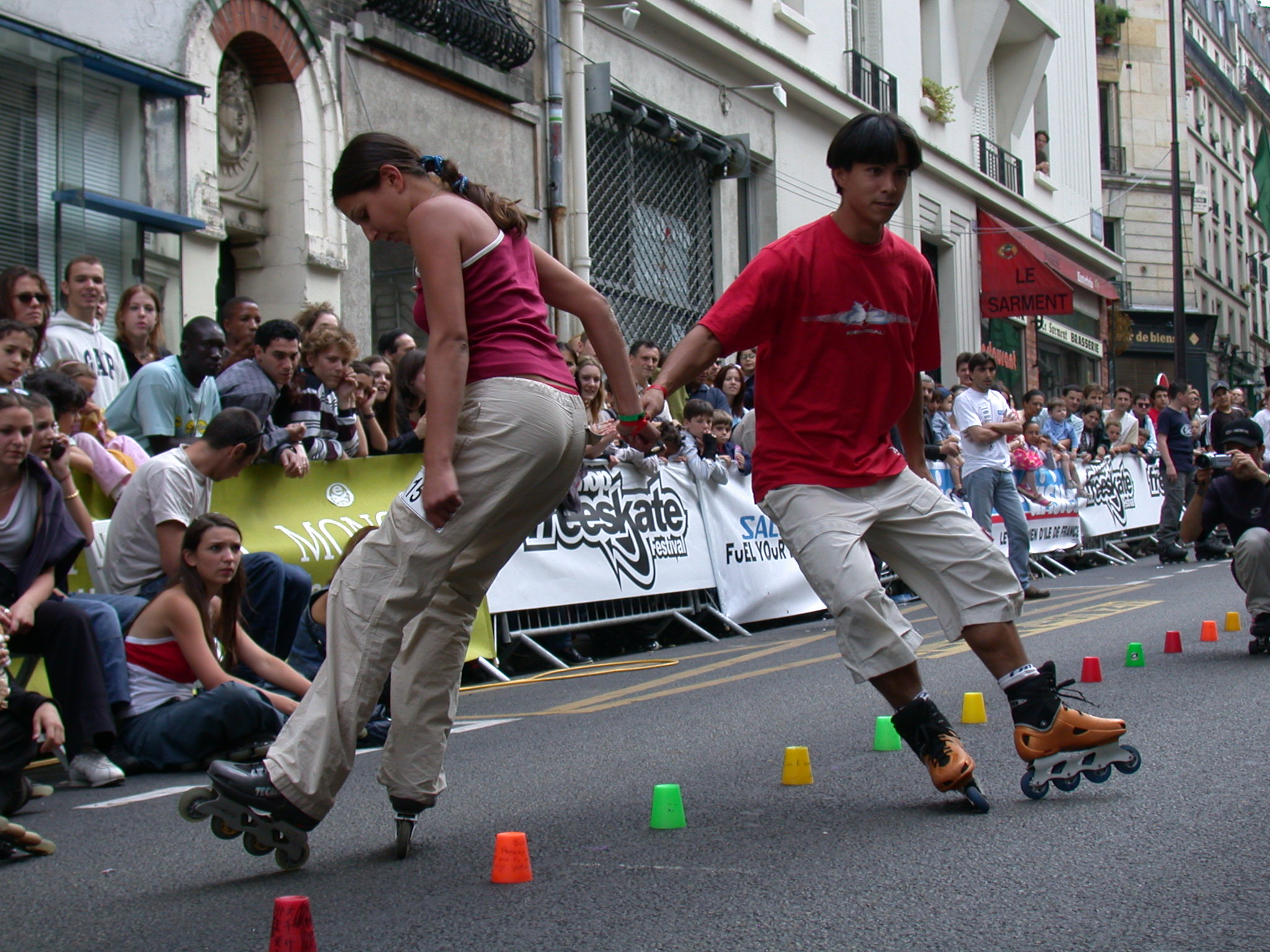
2人組によるローラースケート・スラローム

トリックスラロームとは直線上に等間隔で並べたパイロンを、インラインスケートでスラロームで通過していくジャンルである。
通過していく際に様々な「トリック」を織り交ぜていくためこの名が付いた。

### パイロンの配置
トリックスラロームでは直線上に等間隔のパイロンを並べるが、日本ではなぜか150cm間隔で並べるが、世界的に"スラローム"の標準であるフリースタイルスラローム (FSS) では、120cm、80cm、50cm間隔である。
個数の規定は様々で、パイロンの間隔に合わせて12個-20個が一般的。

### 基本トリックとコンビネーション
トリックスラロームにはいくつかの基本的なトリックがあり、これらを組み合わせたコンビネーション・トリックでルーティンを構成する。
- 「クロス」…足を「X」形に交差させてを跨ぐ。
- 「スネーク」…足を前後に開き、蛇がくねるようにS字に通過する。
- 「ワンフット」…片足だけでパイロンを通過する。
- 「オープン」…爪先を外方向に開いたままで滑る。
- 「クローズ」…爪先を内方向に閉じたままで滑る。
- 「Bスピン」…パイロンの間で1回転のスピンをする。
- 「Oスピン」…パイロンを跨いだまま1回転のスピンをする。

基本トリックは進行方向によって「フォワード:F」「バック:B」の接頭詞を付けて呼ばれることが多い。（例：Fクロス、Bスネークなど）
コンビネーション・トリックはこれらの基本トリックを組み合わせた「ルーティン」であり、「飛燕」「不知火」「大蛇」「龍旋」などの和名のほか、「Volte」「Crazy」などの洋名のついたコンビネーションもある。

### トリックスラロームに適したスケート
アグレッシブのような「専用」という製品はなく、どのようなタイプの製品でも可能。
ただし「トリック」を行うには素早い荷重移動に耐えられるものが操作性、安定性に優れるため、剛性の高いものが好まれる。
その他、操作性を高めるために、ウィールの直径は80mm前後、さらに一般的には4つのウィールのうち一番前と後ろの二つのウィールをやや小さめにする（ロッカリング）などの工夫がなされている。

## 主な競技大会

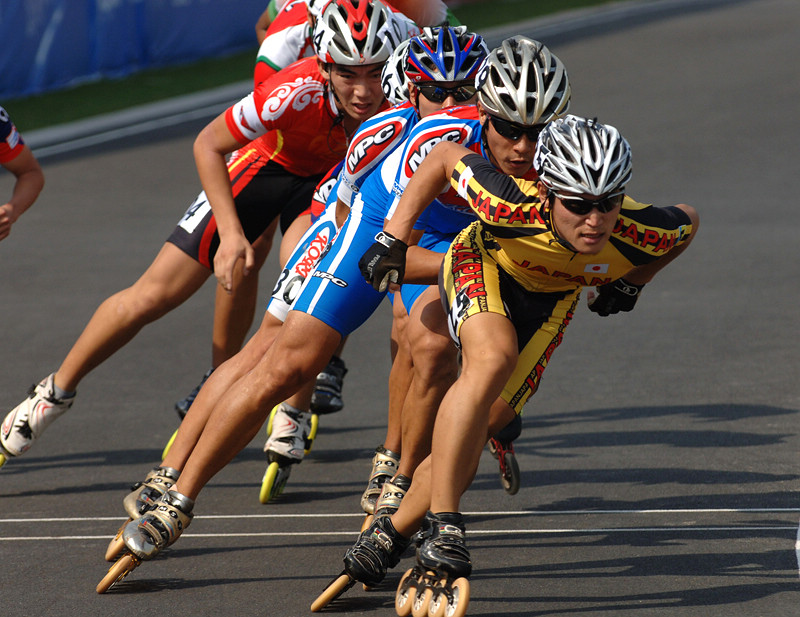
スピードスケートアジア選手権

国際競技連盟はローラースポーツのワールドスケート。日本の国内競技連盟はローラースポーツのワールドスケートジャパン。

### 日本
国際インラインスケート 岐阜長良川大会
通称「ぎふ長良川カップ」。1995年から1500人以上が参加して岐阜市の長良川公園で行われている国内最大規模の大会。毎年11月上旬に開催される。
開催競技
- インラインクロス
- インラインホッケー
- ロードレース

JASPA (Japan Aggressive Skating Public Association)
アグレッシブインラインスケートの全日本選手権大会。前述のプロスケーター「安床兄弟」が所属する（株）グッドスケートが毎年夏頃に神戸市の“g”スケートパークで開催している。上位に入賞したアマチュア選手には米国で開催されているアマチュア世界選手権への出場権が与えられる。
開催競技
- VERT（ハーフパイプ）
- PARK（ストリート）

ASPO こどもの日イベント (ASPO Spring festival)
岡山市のアクションスポーツパーク岡山（2011年閉鎖）で五月に行なわれていたイベント。その中で World Slalom Skater Association 公認のスラロームコンテストが2010年まで行なわれていた。